# 青森市総合体育館
青森市総合体育館（あおもりしそうごうたいいくかん、英語: Aomori City Gymnasium）は青森県青森市浦町にある体育館。
開業当初から命名権（ネーミングライツ）導入により、愛称を『カクヒログループスーパーアリーナ』(英語: Kakuhiro Group Super arena、略称：カクヒロ)としている(後述)。

## 概要
1977年（昭和52年）に完成した青森市民体育館が老朽化し、2024年（令和6年）に青い森セントラルパーク内に移転する形でオープン。また2026年（令和8年）予定の第80回国民スポーツ大会に向けて建設された。
2024年からはBリーグに所属する青森ワッツが本拠地としてホームゲームを開催する。

## 施設命名権
| 命名権による呼称                 | 契約企業     | 契約料年額（万円） | 契約期間                   |
| -------------------------------- | ------------ | ------------------ | -------------------------- |
| カクヒログループスーパーアリーナ | 株式会社角弘 | 1,000              | 2024年4月1日-2029年3月31日 |

### カクヒログループスーパーアリーナ
2023年12月、青森市内に本社を置く小売業者・株式会社角弘が命名権を取得し、愛称を『カクヒログループスーパーアリーナ』とすることが発表された。。期間は2024年4月1日から2029年3月31日の5年間で、ネーミングライツ料は年額1,000万円。5年間の総額は4,750万円と公表されている。

## 周辺
- サンロード青森
- 青森信号場
- 国道103号（八甲田大橋）
- 青森県道120号荒川青森停車場線（青森中央大橋）